# Руснак (етнонім)
Русна́к (стара назва українців) — етнонім, синонім слова русин. Також вживається як самоназва лемків.